# Fort Sint-Livinus

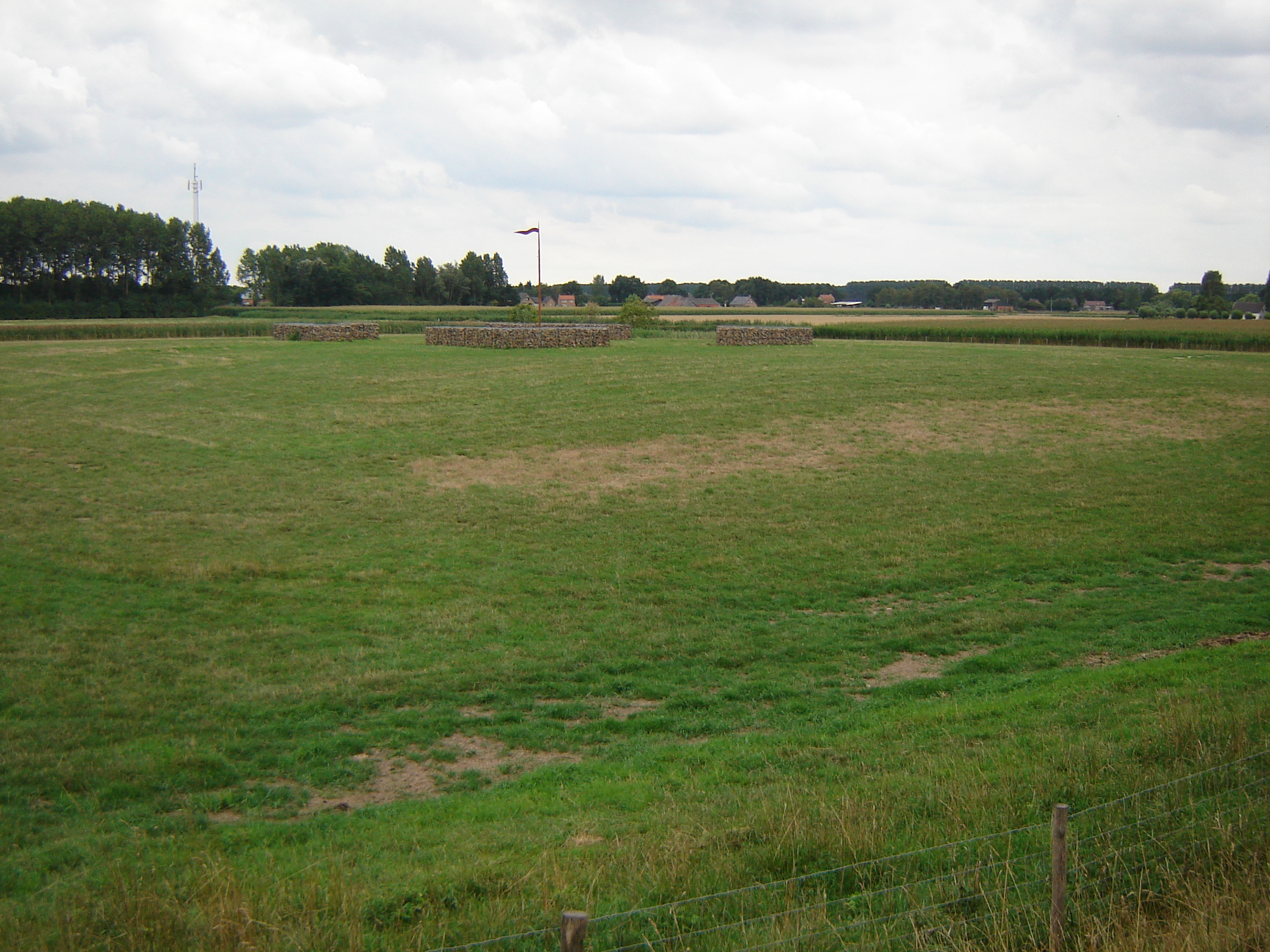
Fort Sint-Livinus

Het Fort Sint-Livinus is een fort dat deel uitmaakt van de Linie van Communicatie tussen Hulst en Sas van Gent. Het fort bevindt zich tussen het Fort Sint-Jacob en het Fort Sint-Nicolaas. Het ligt zich ten noordwesten van Koewacht aan de Fortweg, iets ten westen van de Reigerijdreef.
Het fort werd gebouwd omstreeks 1634 door de Spaansgezinden en kwam in 1645 in Staatse handen. Het is een vierhoekige redoute.
De overblijfselen van het fort werden voor een belangrijk deel ondergeploegd en als akker in gebruik genomen, maar de noordelijke wal is nog zichtbaar als een knik in de liniedijk, en ook de zuidelijke gracht is nog zichtbaar.
Omstreeks 2008 is de gracht weer hersteld, en werd het gebied van het fort ingericht als weiland. Over de liniedijk loopt een wandelpad.

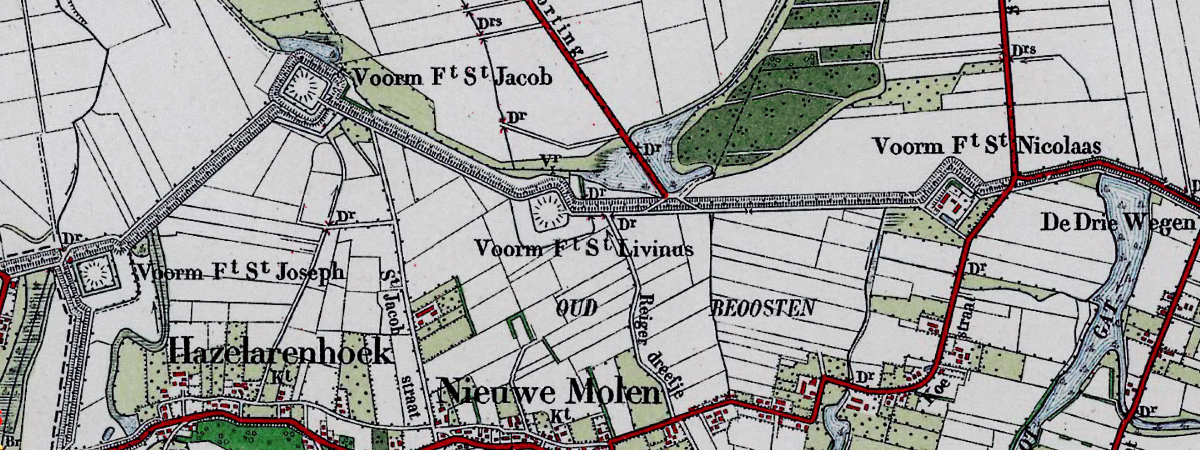
Forten bij Axel, met van links naar rechts: Fort Sint-Joseph, Sint-Jacob, Sint-Livinus en Sint-Nicolaas